# Parkajakke
En parkajakke eller parkacoat er en type af jakke, hvis længde typisk går til enten hoften eller midt på lårene og som yderligere er kendetegnet ved at have en hætte. Parkajakken, som har frontåbning og derfor tages på som almindelig jakke eller frakke, er en koldvejrsjakke, som derfor ofte produceres i robuste materialer og fores med dun, uld eller kunstfiber for isolation, varme og åndbarhed.

## Etymologi
Ordet parka stammer fra Nenets-sproget, der, som navnet indikerer er oprandt i og omkring området omkring Nenetsk og Jamalo-Nenetsk i den Nordvestlige del af Rusland. Med udbredelsen af ordet nåede det til Aleuterne i Beringshavet, hvor det oversættes til dyreskind eller dyreskindsjakke. Første gang ordet parka er registreret anvendt i det engelske sprog var i 1625 af den engelske præst Samuel Purchas.

## Oprindelse - parkaen som militærjakke

### Snorkelparka
Der skelnes hovedsageligt mellem to typer af parkajakker; snorkelparkaen og fiskehaleparkaen. Snorkelparkaen så dagens lys i USA i 1950'erne som en del af udstyret til militært personel udstationeret i meget kolde områder. De originale modeller (USAF N-3B og USAF N-2B), som blev designet af det amerikanske militær og senere produceret af amerikanske Alpha Industries, gik til henholdsvis lige under hoften og til livet. De var lavet af silkenylon og var foret med et uldlignende materiale, og var således udviklet til at kunne modstå temperaturer ned til omkring -50 °C. I midten af 1970'erne blev foringsmaterialet i de militære snorkelparkaer ændret til polyestervat, hvilket både gjorde jakkerne varmere og lettere. Skalmaterialet blev også ændret til at være bomulds-nylon mix. Navnet "snorkelparka" kommer af den slående lighed med en dykkersnorkel, når jakken er lynet helt op og hætten er oppe. Ligheden opstår, da dette kun efterlader et mindre hul i hætten, som bæreren kan kigge ud af.

### Fiskehaleparka
Ligesom snorkelparkaen blev fiskehaleparkaen udviklet til militært brug og kom i anvendelse omkring 1950. Fiskehaleparkaen er kendetegnet ved den hale, som er bagpå jakken og som oftest går til under midt på lårene. Fiskehaleparkaen, som også har hætte, blev oprindeligt lavet til militære operationer i kolde omgivelser - omend ikke lige så kolde som snorkelparkaen (N-3B og N-2B), idet fiskehaleparkaen oprindeligt var beregnet til omkring -10 °C. De første fiskehaleparka modeller (M-48 og M-51), som også blev designet af og produceret til den amerikanske hær, var foret med uld og lommerne var også uldforede. I en senere M-51 version var både for og hættepels aftagelig, således at jakken blev nemmere at rengøre samt mere brugbar i et bredere temperaturspænd. Fiskehaleparkaen er i alle originale modeller mere rummelige end snorkelparkaen, da den ikke har samme varmeegenskaber og derfor er beregnet til at bære udover en kampuniform.

## Nyere tid - parkaen som modejakke
I 1970'erne begyndte N-3B designet så småt at slå rødder på den internationale modescene for vinterjakker og i takt med at designets popularitet langsomt steg op igennem 1980'erne og 1990'erne begyndte et stigende antal producenter at kopiere snorkel parkaen - nogle med vigende trofasthed overfor kvalitet og originalitet - og udbredte den på det civile marked. Blandt de store kommercielle mærker, som siden er forblevet tro imod parkaens oprindelige specifikationer og formål, er blandt andre Canada Goose, The North Face og lidt senere canadiske Nobis.
I 1960'erne begyndte fiskehaleparkaen at bryde igennem som modefænomen i Storbritannien i takt med at mod-subkulturen vandt indpas. De gamle M-48, M-51 og M-65 designs blev, ligesom det var tilfældet for snorkelparkaen, genstand for kopiering, masseproduceret og solgt verden over. Mange varianter og farver er således siden set i det internationale modebillede, men nogle producenter som eksempelvis Cheap Monday, Filippa K og Samsøe & Samsøe har holdt sig loyale imod de første designmæssige specifikationer. Originale M-48 og M-51 fiskehaleparkaer i den originale militære salvie grønne farve sælges imidlertid som vintage mode og ses udbudt til væsentligt højere priser end nye fiskehaleparkaer fra kommercielle mærker.